# Pesa (Arno)
Die Pesa ist ein Fluss (Torrente) in der italienischen Region Toskana und mündet nach Durchfließen der Provinz Siena sowie der Metropolitanstadt Florenz von Süd nach Nord nach 55 Kilometern nahe Montelupo Fiorentino als linker Nebenfluss in den Arno. Der Fluss hat ein Einzugsgebiet von 339 km² und durchfließt hauptsächlich das Chianti-Gebiet mit dem Pesa-Tal (Val di Pesa).

## Verlauf
Die Quelle liegt auf einer Höhe von 893 Höhenmetern in der Gemeinde Greve in Chianti zwischen Badia a Coltibuono (Gemeinde Gaiole in Chianti) und Badiaccia a Montemuro an dem Zusammenfluss zweier kleinerer Quellflüsse. In ihrem Lauf durchfließt die Pesa die Gemeindegebiete von Greve in Chianti (3 km), Radda in Chianti (13 km), Castellina in Chianti (4 km), Tavarnelle Val di Pesa (10 km), San Casciano in Val di Pesa (10 km), Montespertoli (6 km), Scandicci (2 km), Lastra a Signa (6 km) und Montelupo Fiorentino (3 km), wobei die Pesa mehrfach den Grenzfluss zwischen den Gemeinden darstellt.
Die Pesa fließt im Val di Pesa auf einer gemittelten Höhe von 286 Metern. Die Zuflüsse, von rechts Terzona und Sugana und von links Cerchiaio, Virginio und Turbone, können die Pesa im Winter zu einem reißenden Fluss machen, während sie im Sommer meistens trockenfällt. Auf dem gesamten Lauf überqueren eine Reihe historischer Steinbrücken den Fluss, wie die Ponte di Ramagliano in Sambuca Val di Pesa, die erstmals 1179 dokumentiert und mehrfach erneuert wurde, zuletzt 1946 aufgrund der Kriegsschäden aus dem Zweiten Weltkrieg.

## Bilder

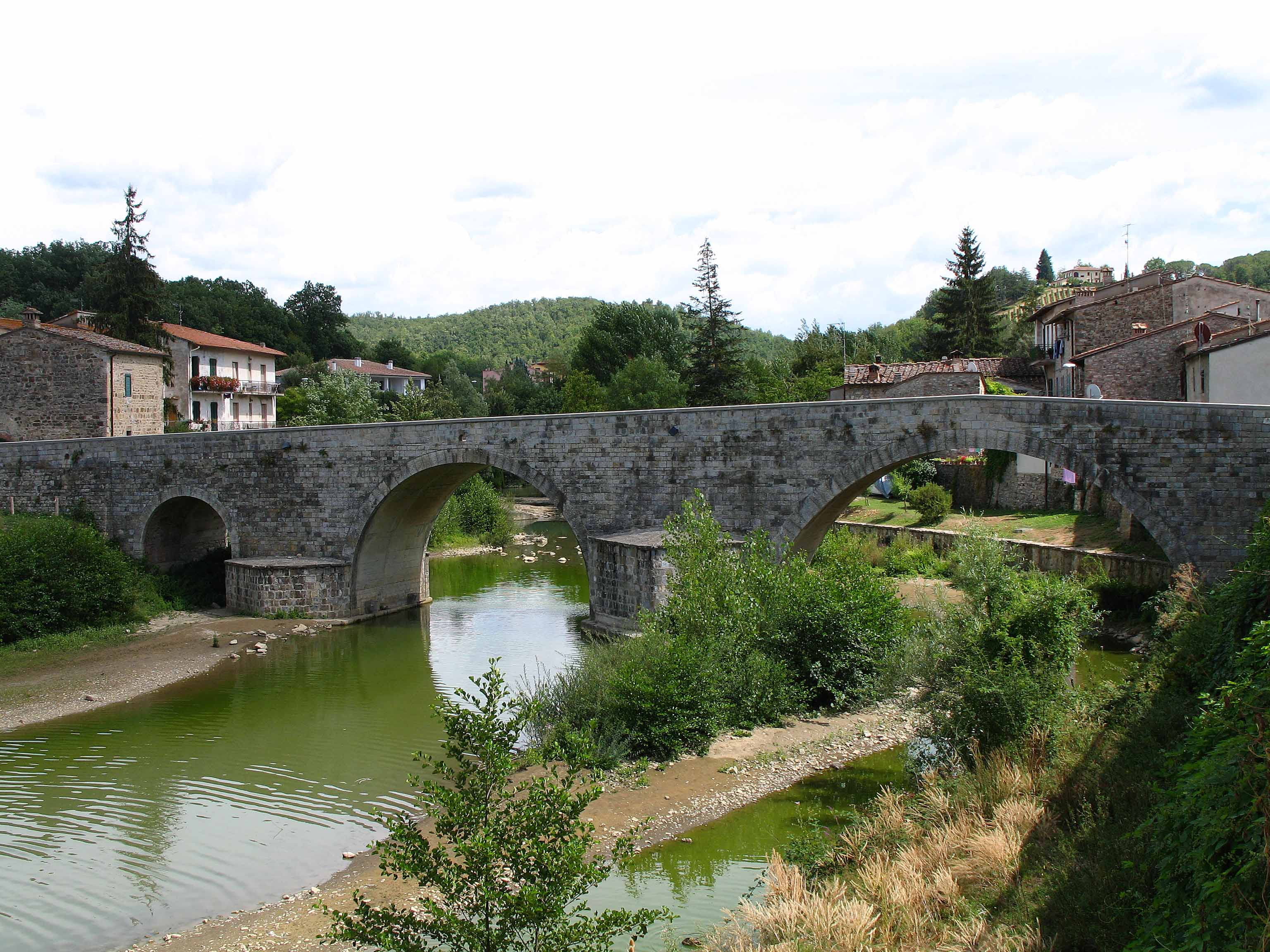
Die Brücke Ponte della Sambuca (Ponte di Ramagliano) in Sambuca Val di Pesa, Ortsteil von Tavarnelle Val di Pesa
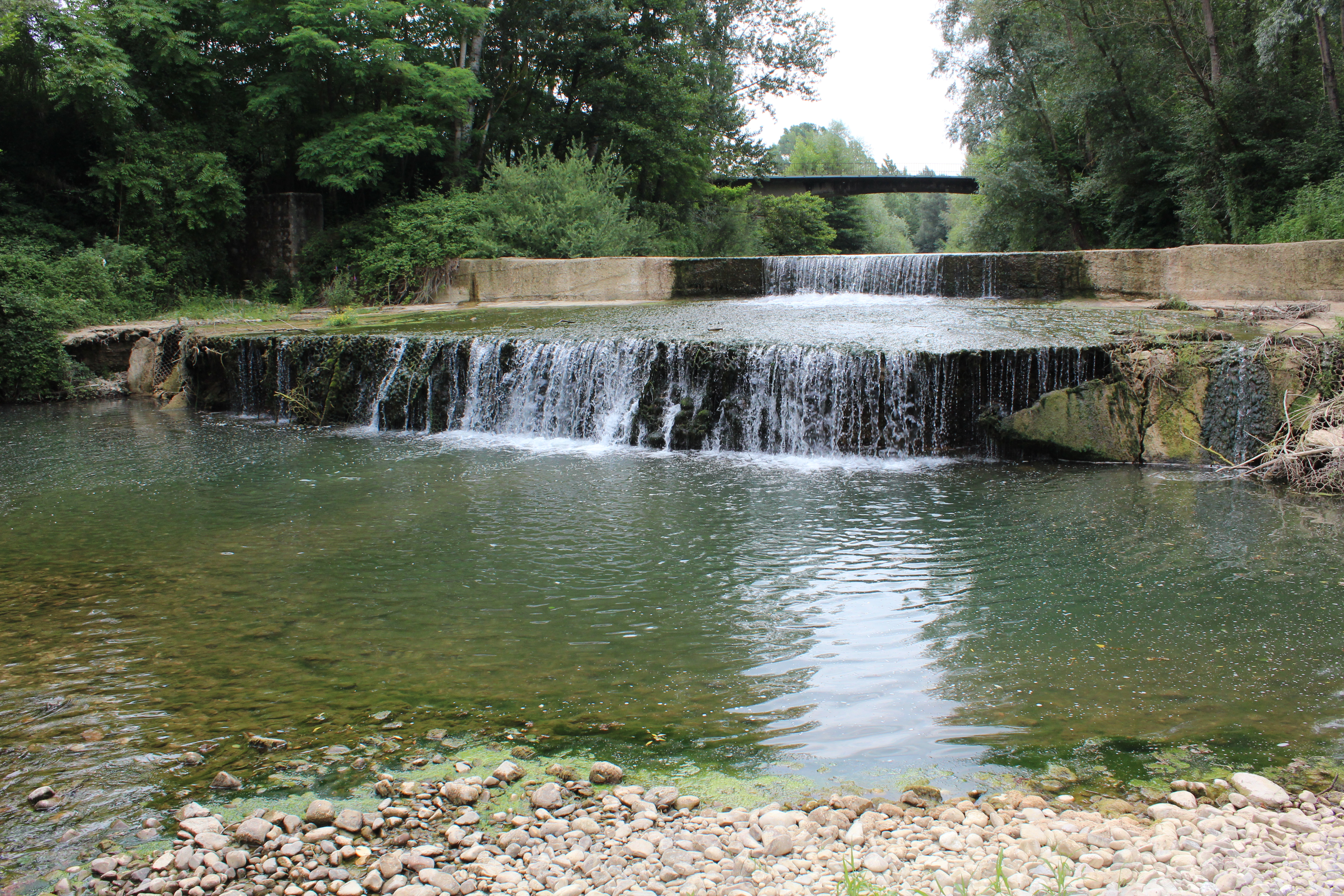
Die Pesa bei Bargino (San Casciano in Val di Pesa)
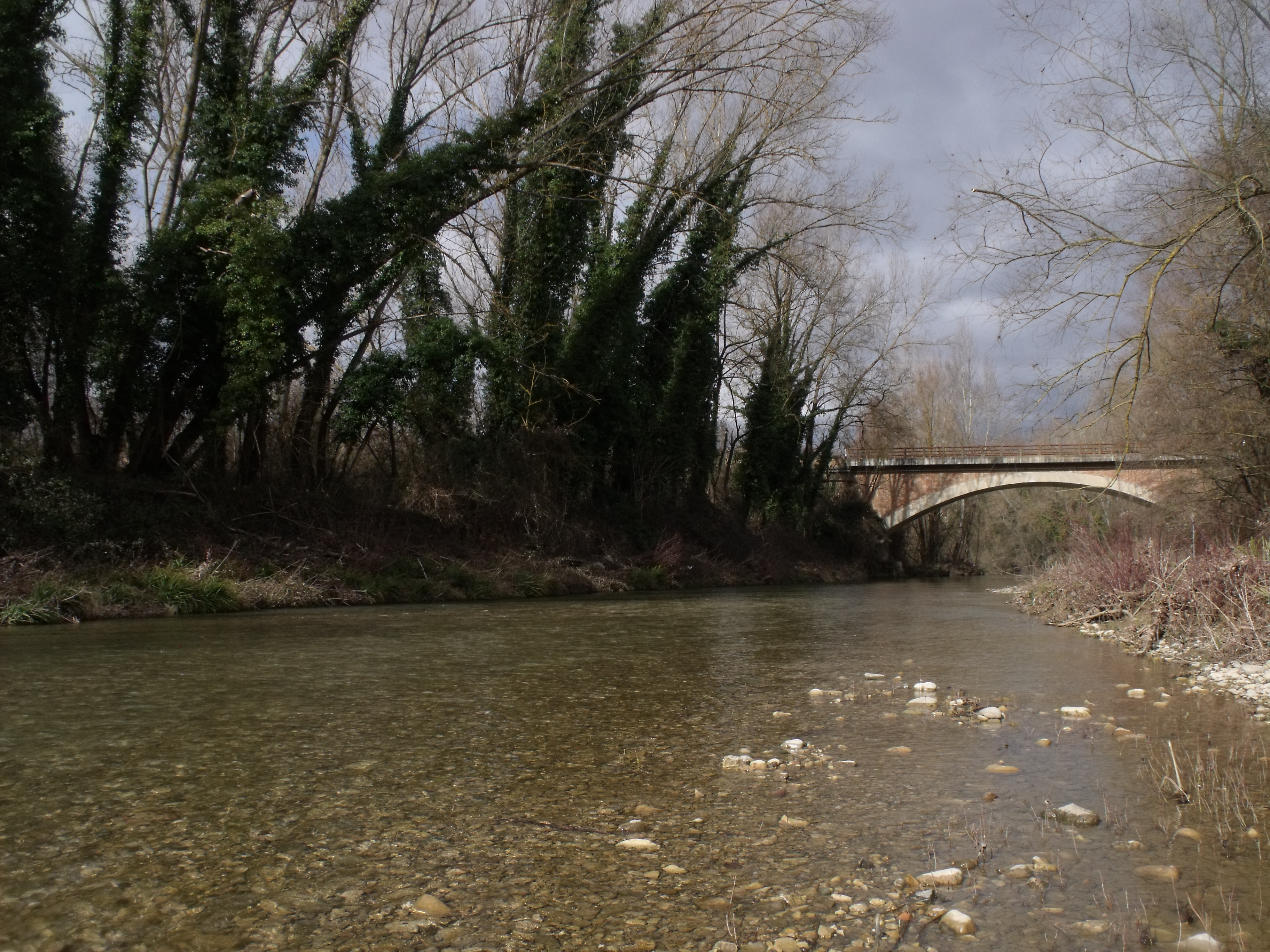
Die Pesa bei Ponte Rotto (San Casciano in Val di Pesa)
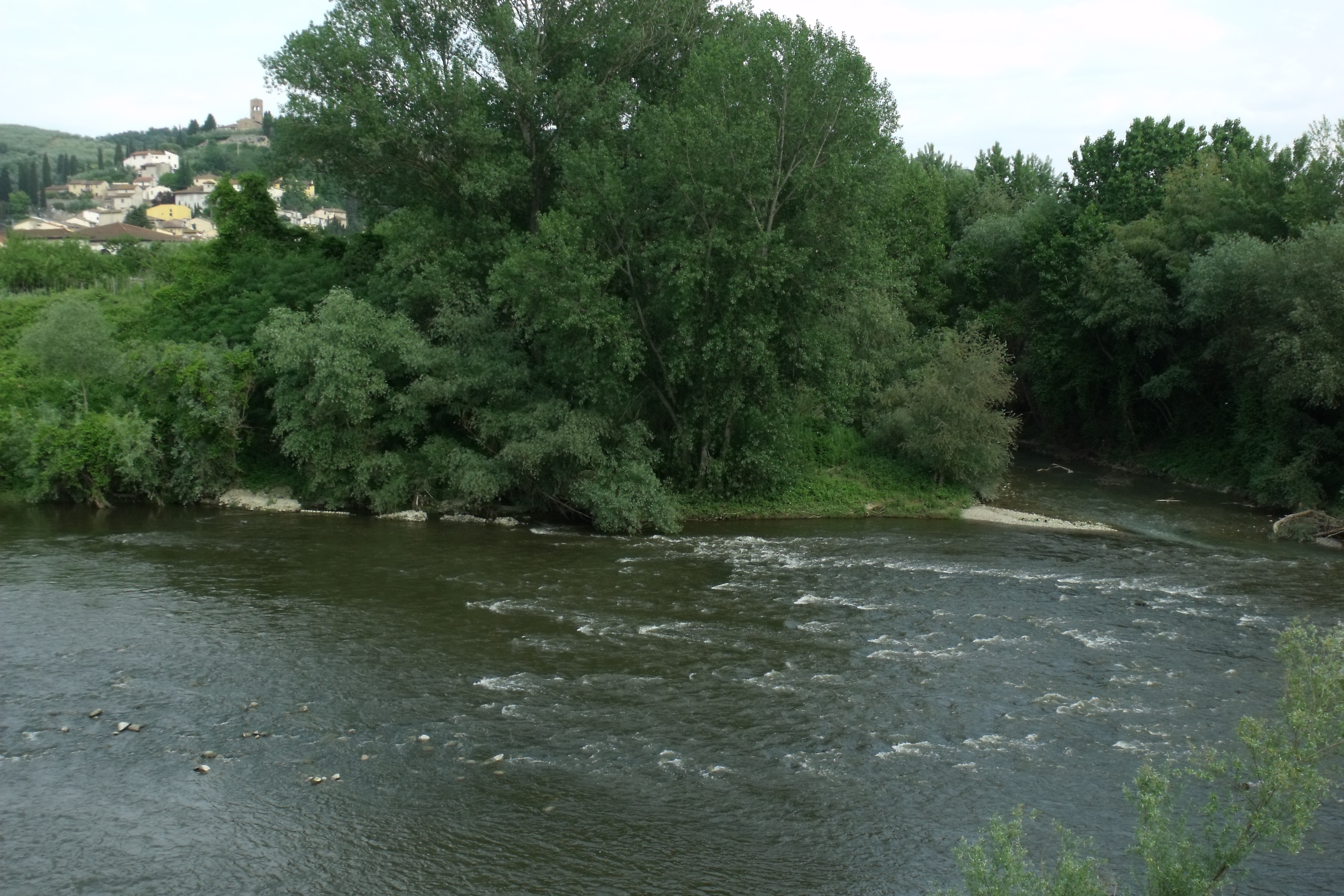
Der Zusammenfluss von Arno und Pesa westlich von Montelupo Fiorentino